# Tour de France 2020/15. Etappe
Die 15. Etappe der Tour de France 2020 fand am 13. September 2020 statt. Die 174,5 Kilometer lange Bergetappe startete am Zielort der Etappe des Vortages in Lyon und endete am Grand Colombier. Es gab einen Zwischensprint in  Le Bouchage am Ufer der Rhone, bevor es in die Alpen ging. Es folgten zwei Bergwertungen der hors categorie und eine der höchsten Kategorie, die zugleich die Zieleinfahrt war. Die Fahrer absolvierten insgesamt 3734 Höhenmeter. Auf diese Etappe folgte der zweite Ruhetag.
Im Sprint des Vorderfelds gewann Tadej Pogačar (UAE Team Emirates) die Bergankunft hors categorie vor dem zeitgleichen Gesamtführenden Primož Roglič (Jumbo-Visma). Während die meisten Favoriten wenige Sekunden verloren, büßten infolge der von Roglic' Team durchgesetzten Tempoforcierung an der Zielsteigung der Mitfavorit Nairo Quintana (Arkéa-Samsic) mit 3:50 Minuten Rückstand und der Vorjahressieger Egan Bernal (Ineos-Grenadier) mit 7:21 Minuten Rückstand erheblich Zeit ein. Nach umkämpftem Etappenbeginn bildete sich nach 44 Kilometern eine achtköpfige Ausreißergruppe, aus der heraus Matteo Trentin (CCC) den Zwischensprint in Le Bouchage am Ufer der Rhone nach 57,6 Kilometern, Jesús Herrada (Cofidis) die Bergwertung 1. Kategorie am Montée de la Selle de Fromentel nach 111 Kilometern und Pierre Rolland (B&B Hotels) diejenige am Col de la Biche nach 129 Kilometern gewann. In der Zielsteigung wurde Rolland als letzter Ausreißer 13 Kilometer vor dem Ziel gestellt.
Sergio Higuita (EF Pro Cycling) touchierte zu Etappenbeginn das Hinterrad des ausgescherten Bob Jungels (Deceuninck-Quick-Step) bei 60 km/h und verletzte sich die Hand. Nach einem weiteren Sturz kurz darauf gab er das Rennen auf.

## Zeitbonifikationen
| Zeitbonus am Etappenziel am Grand Colombier nach 174,5 km auf 1501 m Höhe | Zeitbonus am Etappenziel am Grand Colombier nach 174,5 km auf 1501 m Höhe |
| Fahrer                                                                    | Zeitbonus                                                                 |
| ------------------------------------------------------------------------- | ------------------------------------------------------------------------- |
| 1. Tadej Pogačar (UAD)                                                    | 10 Sekunden                                                               |
| 2. Primož Roglič (TJV)                                                    | 6 Sekunden                                                                |
| 3. Richie Porte (SUN)                                                     | 4 Sekunden                                                                |

## Punktewertung
| Zwischensprint in Le Bouchage nach 57,5 km auf 206 m |             |                             |         |
| 1.                                                   | Italien     | Matteo Trentin (CCC)        | 20 Pkt. |
| 2.                                                   | Italien     | Niccolò Bonifazio (TDE)     | 17 Pkt. |
| 3.                                                   | Osterreich  | Michael Gogl (NTT)          | 15 Pkt. |
| 4.                                                   | Spanien     | Jesus Herrada (COF)         | 13 Pkt. |
| 5.                                                   | Frankreich  | Kévin Ledanois (ARK)        | 11 Pkt. |
| 6.                                                   | Deutschland | Simon Geschke (CCC)         | 10 Pkt. |
| 7.                                                   | Italien     | Marco Marcato (UAD)         | 9 Pkt.  |
| 8.                                                   | Frankreich  | Pierre Rolland (BVC)        | 8 Pkt.  |
| 9.                                                   | Irland      | Sam Bennett (DQT)           | 7 Pkt.  |
| 10.                                                  | Danemark    | Michael Mørkøv (DQT)        | 6 Pkt.  |
| 11.                                                  | Slowakei    | Peter Sagan (BOH)           | 5 Pkt.  |
| 12.                                                  | Frankreich  | Bryan Coquard (BVC)         | 4 Pkt.  |
| 13.                                                  | Danemark    | Kasper Asgreen (DQT)        | 3 Pkt.  |
| 14.                                                  | Osterreich  | Lukas Pöstlberger (BOH)     | 2 Pkt.  |
| 15.                                                  | Norwegen    | Amund Grøndahl Jansen (TJV) | 1 Pkt.  |

| Etappenziel in Grand Colombier nach 174,5 km auf 1501 m |                        |                          |         |
| 1.                                                      | Slowenien              | Tadej Pogačar (UAD)      | 20 Pkt. |
| 2.                                                      | Slowenien              | Primož Roglič (TJV)      | 17 Pkt. |
| 3.                                                      | Australien             | Richie Porte (SUN)       | 15 Pkt. |
| 4.                                                      | Spanien                | Miguel Ángel López (AST) | 13 Pkt. |
| 5.                                                      | Spanien                | Enric Mas (MOV)          | 11 Pkt. |
| 6.                                                      | Vereinigte Staaten     | Sepp Kuss (TJV)          | 10 Pkt. |
| 7.                                                      | Spanien                | Mikel Landa (TBM)        | 9 Pkt.  |
| 8.                                                      | Vereinigtes Konigreich | Adam Yates (MTS)         | 8 Pkt.  |
| 9.                                                      | Kolumbien              | Rigoberto Uran (EF1)     | 7 Pkt.  |
| 10.                                                     | Spanien                | Alejandro Valverde (MOV) | 6 Pkt.  |
| 11.                                                     | Spanien                | Pello Bilbao (TBM)       | 5 Pkt.  |
| 12.                                                     | Niederlande            | Tom Dumoulin (TJV)       | 4 Pkt.  |
| 13.                                                     | Italien                | Damiano Caruso (TBM)     | 3 Pkt.  |
| 14.                                                     | Frankreich             | Guillaume Martin (COF)   | 2 Pkt.  |
| 15.                                                     | Kolumbien              | Harold Tejada (AST)      | 1 Pkt.  |

## Bergwertungen
| Montée de la Selle de Fromentel Kategorie 1 nach 111,0 km auf 1174 m 11,1 km bei 8,1 % |             |                         |         |
| 1.                                                                                     | Spanien     | Jesus Herrada (COF)     | 10 Pkt. |
| 2.                                                                                     | Frankreich  | Pierre Rolland (BVC)    | 8 Pkt.  |
| 3.                                                                                     | Deutschland | Simon Geschke (CCC)     | 6 Pkt.  |
| 4.                                                                                     | Osterreich  | Michael Gogl (NTT)      | 4 Pkt.  |
| 5.                                                                                     | Frankreich  | Kévin Ledanois (ARK)    | 2 Pkt.  |
| 6.                                                                                     | Italien     | Niccolò Bonifazio (TDE) | 1 Pkt.  |

| Col de la Biche Kategorie 1 nach 129,0 km auf 1325 m 6,9 km bei 8,9 % |             |                      |         |
| 1.                                                                    | Frankreich  | Pierre Rolland (BVC) | 10 Pkt. |
| 2.                                                                    | Osterreich  | Michael Gogl (NTT)   | 8 Pkt.  |
| 3.                                                                    | Spanien     | Jesus Herrada (COF)  | 6 Pkt.  |
| 4.                                                                    | Deutschland | Simon Geschke (CCC)  | 4 Pkt.  |
| 5.                                                                    | Niederlande | Robert Gesink (TJV)  | 2 Pkt.  |
| 6.                                                                    | Belgien     | Wout van Aert (TJV)  | 1 Pkt.  |

| Grand Colombier Kategorie HC nach 174,5 km auf 1501 m 17,4 km bei 7,1 % |                        |                          |         |
| 1.                                                                      | Slowenien              | Tadej Pogačar (UAD)      | 20 Pkt. |
| 2.                                                                      | Slowenien              | Primož Roglič (TJV)      | 15 Pkt. |
| 3.                                                                      | Australien             | Richie Porte (SUN)       | 12 Pkt. |
| 4.                                                                      | Kolumbien              | Miguel Ángel López (AST) | 10 Pkt. |
| 5.                                                                      | Spanien                | Enric Mas (MOV)          | 8 Pkt.  |
| 6.                                                                      | Vereinigte Staaten     | Sepp Kuss (TJV)          | 6 Pkt.  |
| 7.                                                                      | Spanien                | Mikel Landa (TBM)        | 4 Pkt.  |
| 8.                                                                      | Vereinigtes Konigreich | Adam Yates (MTS)         | 2 Pkt.  |

## Ausgeschiedene Fahrer
- Sergio Higuita (EF1): DNF